# Родакове (станція)
Родако́ве — вантажно-пасажирська вузлова залізнична станція Луганської дирекції Донецької залізниці.
Розташована у смт Родакове, Слов'яносербський район, Луганської області. Станція розташована на перетині ліній Сіверськ — Ізварине та Луганськ — Дебальцеве між станціями Мілова (9 км) та Слов'яносербськ (9 км).
Через військову агресію Росії на сході Україні транспортне сполучення припинене, водночас керівництво так званих ДНР та ЛНР заявляло про запуск електропоїзда сполученням Луганськ — Ясинувата, що підтверджує сайт Яндекс.